# Villa Hohe Straße 45 (Radebeul)
Die Villa in der Hohen Straße 45 liegt im Stadtteil Niederlößnitz der sächsischen Stadt Radebeul. Wohl ab 1901 war sie im Besitz der Autorin, Journalistin und Fabrikbesitzerin Silvia Brand; bis dahin gehörte sie unter der Adresse Hohe Straße 17 der Witwe Martha Weidhaas, die auf der Westseite der Straße mehrere Villen des ehemaligen Weidhaas′schen Kurinstituts besaß, so auch die Villa Spiro spero.

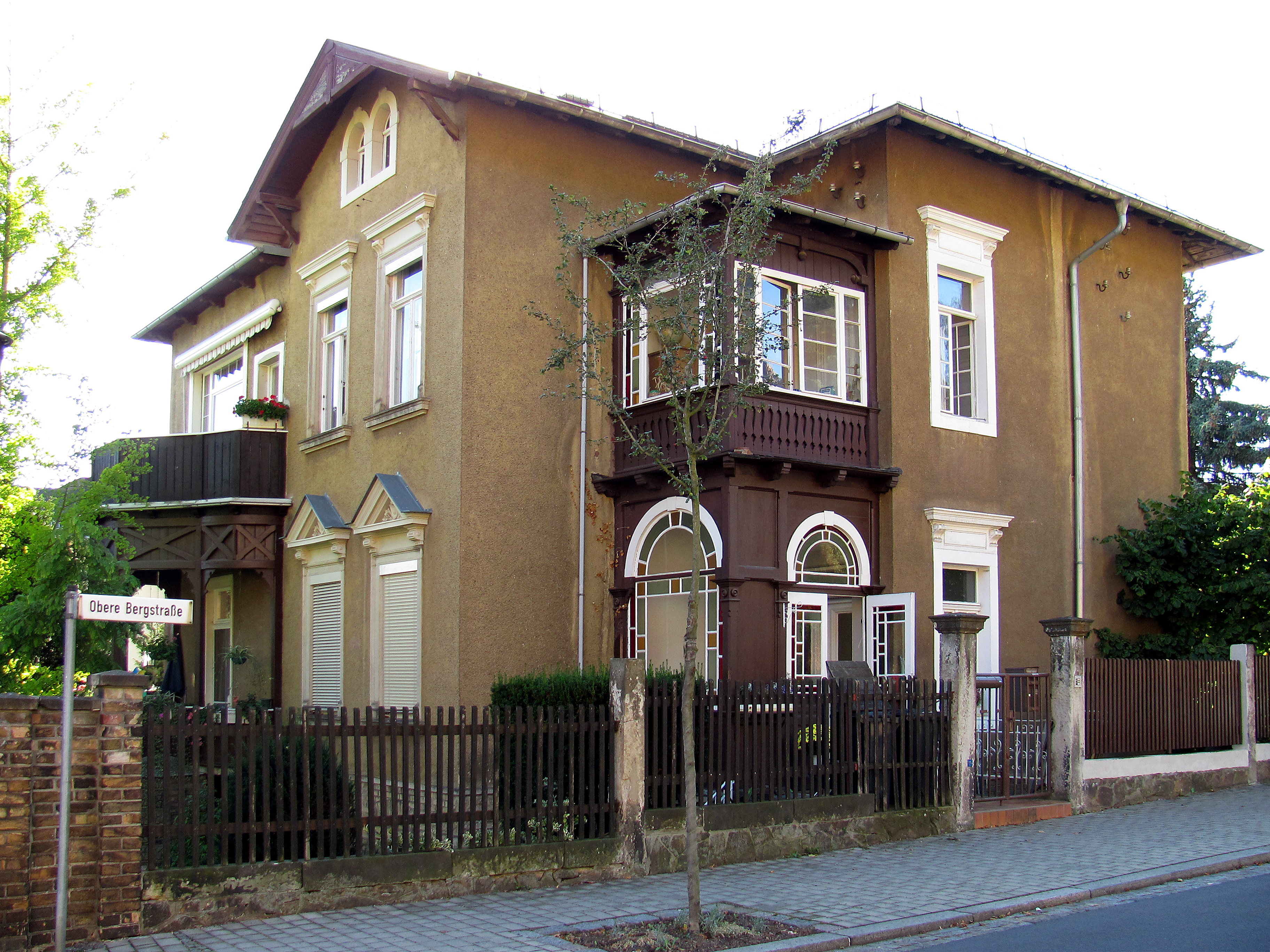
Villa Hohe Straße 45, von der Oberen Bergstraße aus

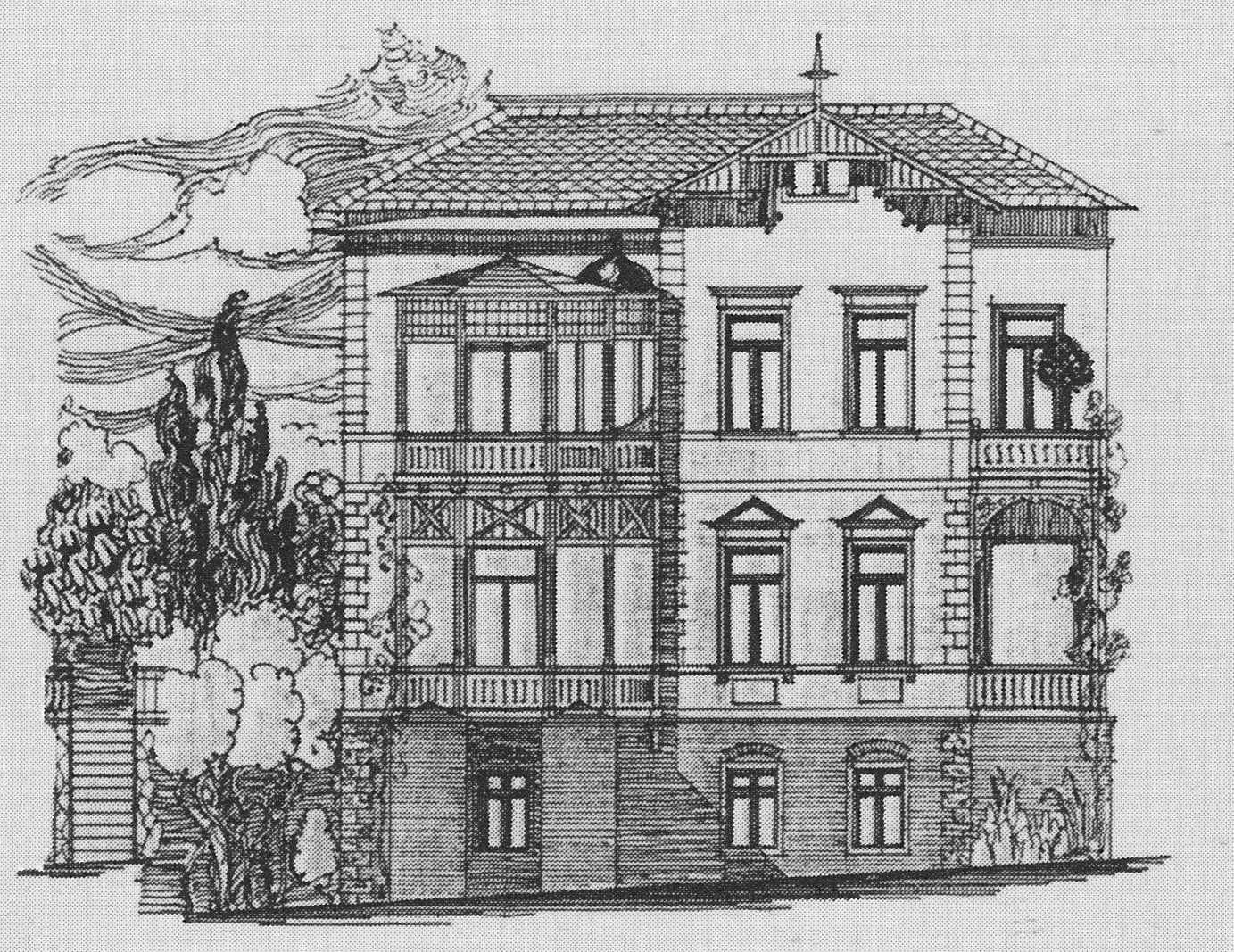
Bauzeichnung

## Beschreibung
Die zweigeschossige, mit ihrer Einfriedung unter Denkmalschutz stehende Villa steht in Hanglage auf einem Eckgrundstück zur Oberen Bergstraße, direkt unterhalb des Minckwitzschen Weinbergs.
Das Gebäude steht auf einem Souterrain aus einem in der Lößnitz seltenen Sichtziegel-Mauerwerk, obenauf befindet sich ein flaches, abgeplattetes Walmdach. Die Gliederung der Fassaden durch Gesimse und Lisenen ist inzwischen reduziert. Die Fenster werden durch Gewände aus Sandstein eingefasst, woran sich noch einige Stuckornamentik befindet.
In der Hauptansicht zur Hohen Straße steht rechts von der Mitte ein Risalit mit einem Sparrengiebel, vor der dadurch links entstehenden Rücklage steht eine hölzerne, polygonale Veranda. In der nördlichen Straßenansicht an der Oberen Bergstraße steht rechts ein Treppenhausrisalit, links davor befindet sich ein zweigeschossiger, hölzerner Eingangsvorbau mit einer Verglasung aus der Bauzeit.

## Geschichte

Werbung der Weidhaas′schen Kureinrichtung (Lilie, 1895). Hohe Straße 45 ganz rechts

Der Baumeister Adolf Neumann errichtete 1894/1895 für den Obsthändler und Bauunternehmer Carl Heinrich Claus eines von dessen zahlreichen Bauprojekten in der Niederlößnitz in der Hohen Straße 45.
Die Autorin, Journalistin und Fabrikbesitzerin Silvia Brand als Eigentümerin, zu jener Zeit auch Redakteurin bei den Dresdner Neuesten Nachrichten, ließ sich 1901 durch die Baufirma Ernst Claus eine Veranda neu errichten. Im Jahr 1903 folgte ein Anbau auf der Rückseite des Gebäudes. Die Gemeinde veranlasste 1907 die Versetzung der Stützmauern des Grundstücks.

### Weitere Bauten von Karl Heinrich Claus in Niederlößnitz
1897–99 ließ sich Claus die Villa Bella Vista bauen. 1898/1899 entstanden die Villa Amicitiae in der Moritzburger Straße 50 und die Mietvilla Moritzburger Straße 52 sowie mit etwa einem dreiviertel Jahr Verzug die Mietvilla Moritzburger Straße 54, alle vier durch Hugo Große. 1895/1896 folgten die Mietvilla Humboldtstraße 3 (Baumeister Moritz Große) und 1896/1897 die Mietvillen Humboldtstraße 5 und Humboldtstraße 7, beide durch die Bauunternehmung Gebrüder Große. Von diesen ist auch die Mietvilla Robert-Koch-Straße 3 in den Jahren 1897/1898.